# 1283
Cette page concerne l'année 1283  du calendrier julien.
L'année 1283 est une année commune qui commence un vendredi.

## Évènements
- 3 juin : le sultan du Caire Qala'ûn reconduit pour dix ans la trêve avec les Francs du royaume d’Acre[1]. Elle est rompue en 1290 par le massacre des marchands musulmans.

- Kubilai Khan attaque l'Empire khmer (aujourd'hui le Cambodge). Jayavarman VIII préfère payer un tribut que devoir se défendre (1285 et 1292)[2].

- Les Mongols entrent en Birmanie, descendent la vallée de l’Irrawaddy, chassent le roi de Pagan Narathihapati et atteignent la capitale Pagan, qu’ils ne réussiront à prendre qu’en 1287[3].

- Le sultan du Caire reçoit un ambassadeur et une lettre du roi de Ceylan[4].
- Fondation de la principauté turque de Germiyan autour de Kutahya, à l’ouest de l’Anatolie[5].

### Europe
- 19 avril : ordonnance de Corbeil du roi de France Philippe le Hardi sur les Juifs[6]. Elle déclenche une vague d'émigration juive en interdisant aux Juifs de résider dans les petits villages.
- 24 mai : Wenceslas II (1271-1305), roi de Bohême, entre à Prague. Fin de la régence du  margrave Othon IV de Brandebourg, battu par l'empereur Rodolphe Ier de Habsbourg[7].
- 1er juin : 
  - Traité de Rheinfelden[8]. Le duc Rodolphe d'Autriche, fils de l'empereur Rodolphe Ier de Habsbourg, renonce à ses droits sur l'Autriche et la Styrie au profit de son aîné Albert.
  - Jour fixé à Bordeaux pour le duel royal entre Pierre III d'Aragon et Charles Ier d'Anjou, à la suite du défi lancé par Pierre. La rencontre n'a pas lieu, malgré la présence des deux souverains dans la ville[9].
- 13 juin : à l’initiative de Wisław II de Rügen, de Jean de Saxe-Lauenburg et de Bogusław IV de Poméranie, une alliance est signée entre les villes de Lübeck, Wismar, Rostock, Stralsund, Greifswald, Szczecin, Demmin et Anklam (Alliance de Rostock)[10].
- 8 juillet : victoire navale de la flotte d'Aragon conduite par Roger de Lauria à Malte sur Charles II d'Anjou[11].
- 9 juillet : Édouard Ier d'Angleterre achève sa conquête du Pays de Galles. Il fait traîner, pendre et équarrir Dafydd ap Gruffudd pour le crime nouvellement crée de haute-trahison le 3 octobre[12].
- 26 août : une bulle du pape Martin IV déclare Pierre III déchu de la couronne d'Aragon qui est donnée à Charles de Valois, second fils du roi de France[13].
- 1er septembre : convocation des Cortes de Tarazona[14], menés par la noblesse. Ils imposent au roi d’Aragon d’interdire aux Juifs d’exercer un pouvoir sur les chrétiens.
- 3 octobre : Privilegio general en Aragon[15] : le monarque doit avoir l’accord des institutions représentatives pour toutes décisions législative ou exécutive.

- Second règne de Dimitri Alexandrovitch de Pérïaslav, grand-prince de Vladimir, remit sur le trône grâce au soutien de Nogaï (fin, en 1293)[16].
- Les Chevaliers teutoniques achèvent la conquête de la Prusse[17].